# Alquería de la Torre
La alquería de la Torre, que data del siglo XVIII, se sitúa en el camino de Burjasot junto al parque de Benicalap en el término municipal de Valencia (España) muy próxima a la alquería del Moro, en un lugar donde se localizan diversos asentamientos rurales señoriales. 
Se trata de una alquería consistente en un potente edificio que incorpora una antigua torre, como consecuencia de la remodelación en torno al año 1760 de una vieja alquería tardomedieval.
Está catalogada como Bien de Relevancia Local con el código 46.15.250-120, con la tipología de "Edificios agropecuarios - Alquerías" y categoría de "Espacio etnológico de interés local", pese a que su expediente está en estado de tramitación, es decir, se trata de un Bien propuesto en los correspondiente catálogos municipales de bienes y espacios protegidos y que ha sido tramitados conforme al procedimiento ordinario establecido en el artículo 47 de la Ley 4/1998, de 11 de junio, de la Generalidad, del Patrimonio Cultural Valenciano, y cuenta con el informe favorable de la conselleria competente en materia de cultura, pero le  falta la aprobación definitiva por el organismo competente en materia de urbanismo.

## Descripción
La planta se estructura en torno a un patio, disponiendo de una larga fachada perpendicular al camino y recorrida por una pérgola que une con el jardín histórico, en el que pueden observarse restos de su traza y elementos botánicos. 
Un murete cierra la edificación y jardín del camino y las tierras.
Cuenta con un edificio anexo en el lado norte del conjunto donde se sitúan loa corrales y almacén, el cual se alinean con la fachada principal. 
La torre, que da nombre a la alquería, sobresale del conjunto como un cuerpo coronado por almenas, enfatizando el carácter singular de este elemento.